# Alfredo Lopes Cardoso Castro Guimarães

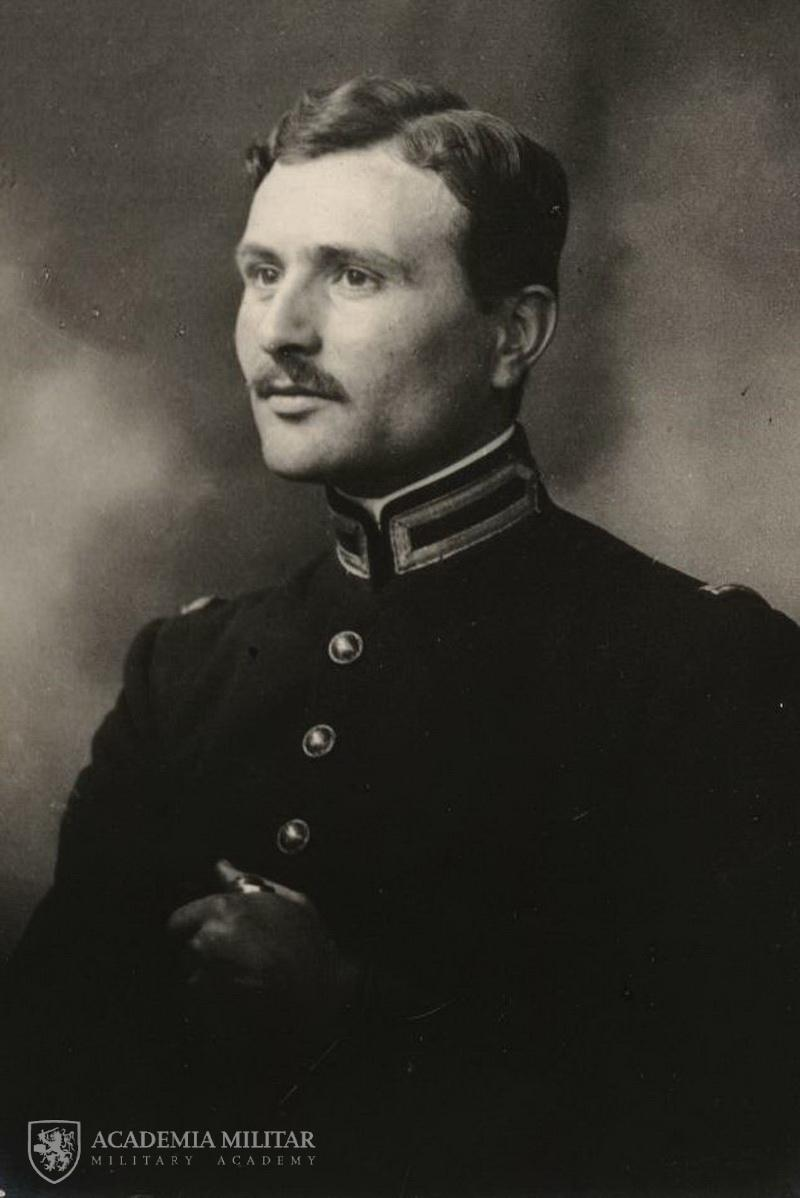
Alfredo Guimarães ainda como Tenente.

Alfredo Lopes de Cardoso e Castro Guimarães (22 de Abril de 1884 - 09 de Abril de 1918), OTE MSCG, foi um militar português distinguido pela sua bravura durante a Primeira Guerra Mundial. Integrado na Brigada do Minho, tombou em combate durante a Batalha de La Lys, na região da Flandres, sendo posteriormente sepultado no cemitério militar português de Richebourg, em França.

## Família
Filho de João Lopes Cardoso Guimarães, de Ronfe, e de sua mulher Rita Maria Ribeiro de Castro Guimarães, de Beirão. Era primo direito do Visconde de Vila Moura.  O seu irmão, Manuel Lopes de Cardoso e Castro Guimarães, viria a suceder ao título de Visconde de Vila Moura, transmitindo-o à sua descendência.

## Biografia
Alfredo Guimarães iniciou a sua carreira militar como oficial do Regimento de Cavalaria n.º 2. Posteriormente, foi incorporado na Brigada do Minho como oficial observador do Regimento de Infantaria n.º 29, unidade com a qual viria a distinguir-se na frente de batalha.
Durante a Primeira Guerra Mundial, tentou ingressar na aviação militar, frequentando a Escola de Guerra, embora não tenha concluído a formação devido a limitações físicas. Apesar disso, demonstrou qualidades morais notáveis e uma determinação inabalável em servir na linha da frente.
A 9 de abril de 1918, no contexto da Ofensiva da Primavera alemã, Alfredo Guimarães participou ativamente nos combates da Batalha de La Lys. Durante o intenso bombardeamento inicial, avançou com o seu pelotão para reforçar as trincheiras da primeira linha. Apesar de ferido, recusou-se a abandonar o combate e continuou a lutar até ao fim, sendo mortalmente atingido junto a Laventie.

## Homenagens
Pela sua bravura e espírito de sacrifício, Alfredo Guimarães foi promovido postumamente a Capitão e condecorado com o grau de Oficial da Ordem Militar da Torre e Espada, do Valor, Lealdade e Mérito, bem como com a Cruz de Guerra de 2.ª classe.
A sua cidade natal, Guimarães, homenageou-o dando o seu nome a uma artéria urbana — a Rua Capitão Alfredo Guimarães — por deliberação unânime da Câmara Municipal em 15 de agosto de 1924. Esta rua liga a confluência da Rua Dr. Joaquim de Meira com a Avenida General Humberto Delgado à rotunda do campus de Azurém da Universidade do Minho.

## Legado
Figura de destaque entre os militares portugueses da Primeira Guerra Mundial, Alfredo Guimarães é lembrado como um exemplo de coragem, dever e patriotismo. A sua vida e sacrifício foram retratados em publicações como a revista Guerra e o jornal A Velha Guarda, que destacaram o seu caráter determinado e heroico.